# غريغ أثينز
غريغ أثينز هو متزحلق حر كندي، ولد في 18 يونيو 1955 في كيلونا في كندا، وتوفي في 8 أغسطس 2006.

## وصلات خارجية
- غريغ أثينز على موقع الاتحاد الدولي للتزلج (التزلج الحر) (الإنجليزية)
- غريغ أثينز على موقع قاعة كولومبيا البريطانية للمشاهير الرياضية (الإنجليزية)